# Comité français d’accréditation
Das Comité français d’accréditation (COFRAC) ist die nationale Akkreditierungsstelle von Frankreich. Es ist somit das französische Gegenstück zur DAkkS in Deutschland. Grundlage hierfür sind die multilateralen Anerkennungsabkommen (EA-MLA, IAF-MLA und ILAC-MRA). Das COFRAC ist Mitglied in der Europäischen Kooperation für Akkreditierung (EA).

## Geschichte
Das COFRAC wurde am 29. April 1994 gegründet. Mit dem Dekret 2008-1401 vom 19. Dezember 2008 wurde es die nationale Akkreditierungsstelle für Frankreich. Daniel Pierre leitete von 1994 bis 2013 das COFRAC. Von 2013 bis 2018 folgte Bernard Doroszczuk und am 2. Januar 2019 Joël Karecki.